# Nationale Aktion für Volk und Heimat
Nationale Aktion für Volk und Heimat (Nationalaktionen för Folk och Hmebygd), bildades 1961 som en ultrakonservativ schweizisk nationalistisk samling. Under 1980-talet har partiet haft nära förbindelser med Front National i Frankrike, och stod som värd bl.a. för Jean-Marie Le Pens besök i Schweiz 1985. NA har ca 5.000 medlemmar.
Mouvement Republicain Suisse (Republikanska Rörelsen) är nära lierat med NA. Partiets viktigaste fråga är invandringspolitiken. 